# Eudora (Kansas)
Eudora es una ciudad ubicada en el de condado de Douglas en el estado estadounidense de Kansas. En el año 2010 tenía una población de 6136 habitantes y una densidad poblacional de 1.180 personas por km².

## Geografía
Eudora se encuentra ubicada en las coordenadas 38°56′18″N 95°5′51″O / 38.93833, -95.09750 (38.938213, -95.097417).

## Demografía
Según la Oficina del Censo en 2000 los ingresos medios por hogar en la localidad eran de $41,713 y los ingresos medios por familia eran $50,909. Los hombres tenían unos ingresos medios de $37,833 frente a los $25,202 para las mujeres. La renta per cápita para la localidad era de $18,693. Alrededor del 6.4% de la población estaban por debajo del umbral de pobreza.